# بحيرة ألوس
بحيرة ألوس هي بحيرة تقع في إقليم ألب البروفنس العليا في منطقة بروفانس ألب كوت دازور، فرنسا.